# Bottrop
Bottrop je město v západní části Severního Porýní-Vestfálska v Německu. Nachází se v průmyslové oblasti Porúří. Sousedí s městy a obcemi Essen, Oberhausen, Gladbeck a Dorsten. Žije zde přibližně 119 tisíc obyvatel.

## Pamětihodnosti
- novorenesanční radnice (1910–1916)
- stará lékárna (1895)
- secesní vila Dickmann (1901–1903)
- Tetraeder - konstrukce ve tvaru trojstranné pyramidy na ocelových podpěrách o výšce cca 50 m (1995)
- zábavní park Schloss Beck s pozdně barokním zámkem (1766–1777)
- zábavní park Movie Park Germany v části Bottrop-Kirchhellen

## Osobnosti města
- Josef Albers (* 1888), malíř, pedagog
- Claus Spahn (* 1940), redaktor WDR, moderátor, producent a autor
- Theo Jörgensmann (* 1948), klarinetista

## Partnerská města
- Berlin-Mitte, Německo, 1983
- Blackpool, Velká Británie, 1980
- Gliwice, Polsko, 2004
- Merseburg, Německo, 1989
- Tourcoing, Francie, 1967
- Veszprém, Maďarsko, 1987